# Rover P6

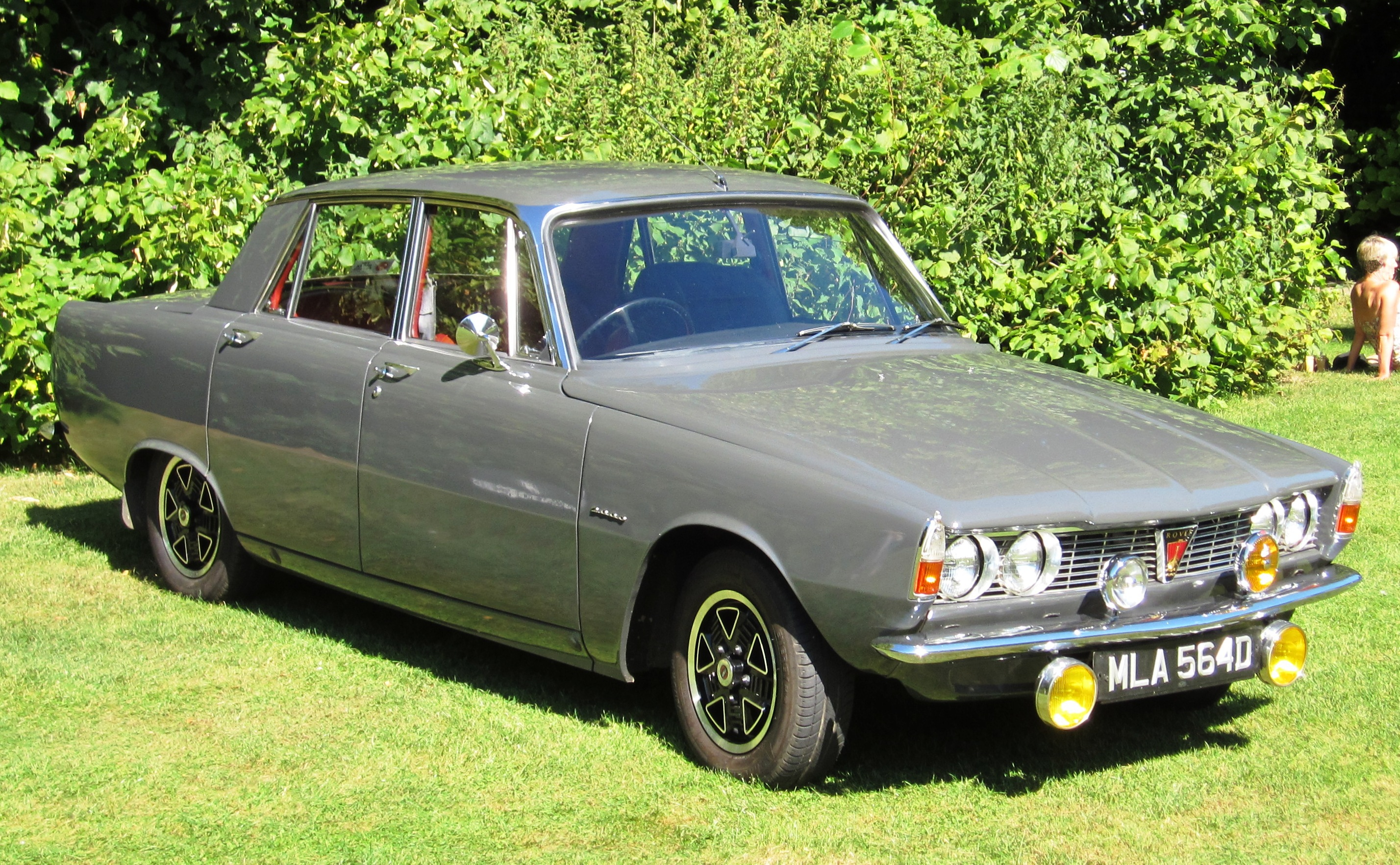
Rover 2000: met metalen grill tot 1971

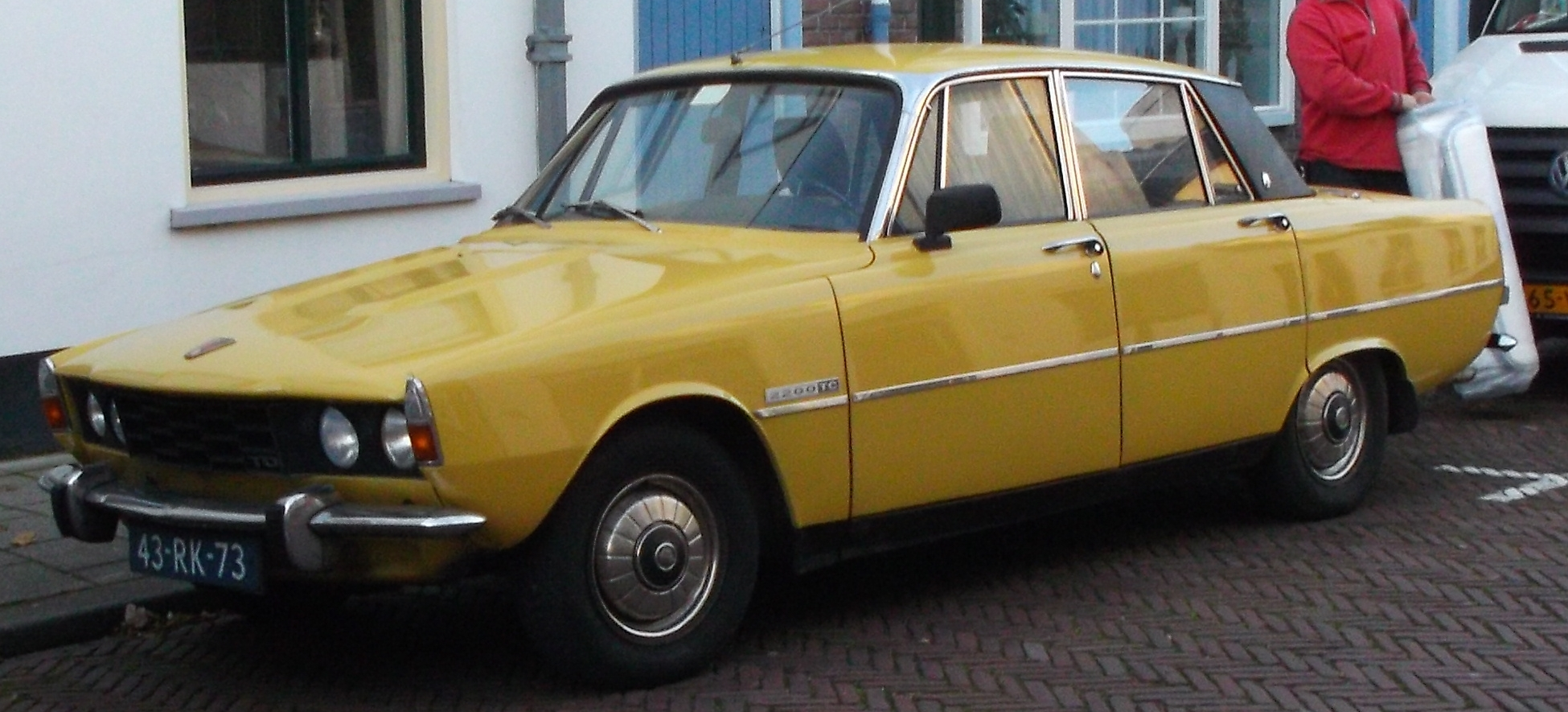
Rover 2200TC

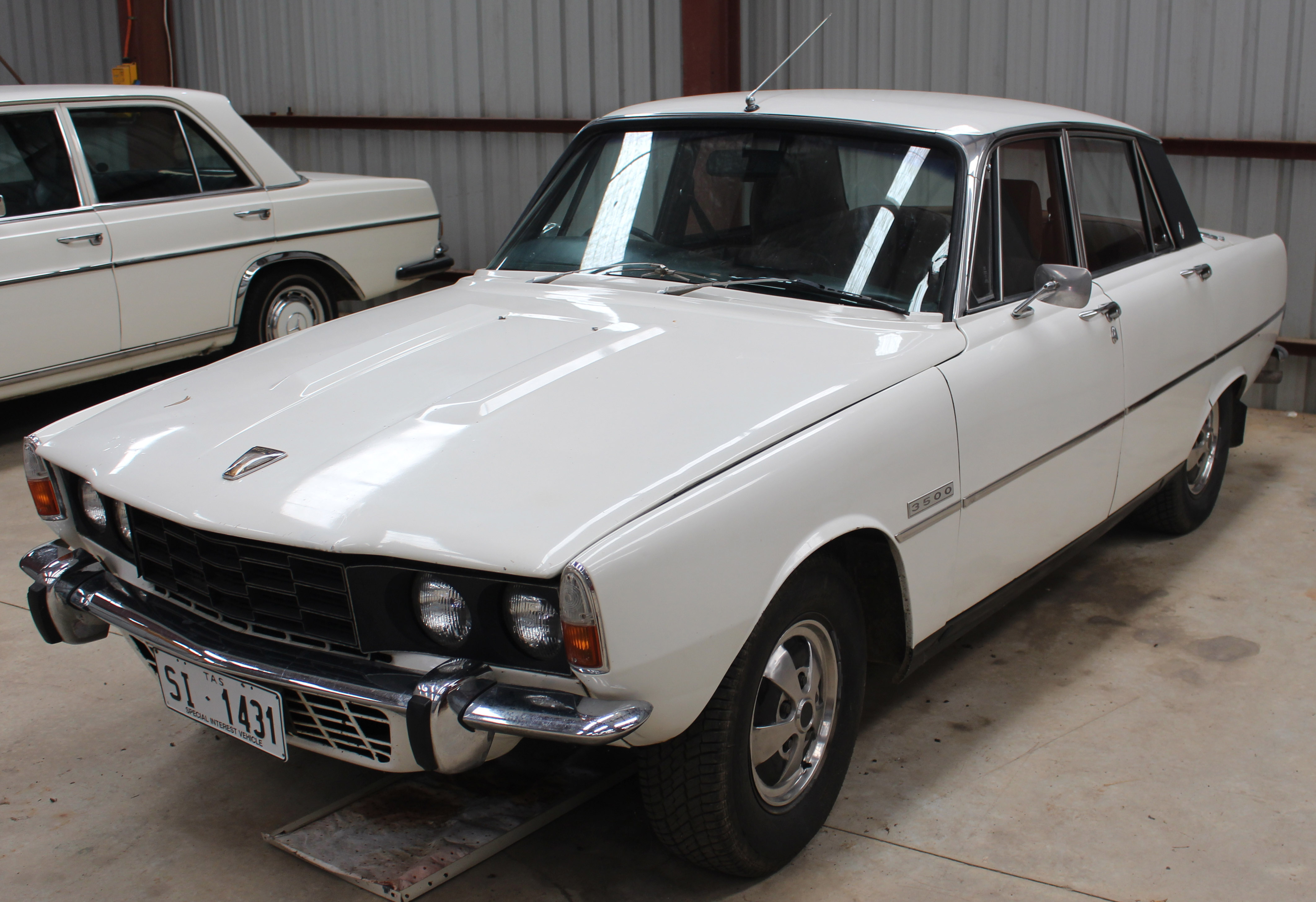
Rover 3500

Rover P6 is de interne projectnaam van Rover voor de modellen die als Rover 2000, Rover 2200 en Rover 3500(S) bekend zouden worden. Het model werd ontworpen door de eigen ontwerper David Bache.

## Constructie
De Rover 2000 is de eerste Rover zonder een klassiek chassis. In plaats daarvan werd, net als bij de Citroën DS, een skeletframe gebruikt, waaraan al het plaatmateriaal werd vastgeschroefd. Voordeel van deze constructie is dat het plaatmateriaal makkelijk te vervangen is. Dat was wel zo handig, omdat deze voor- en achterschermen nogal roestgevoelig zijn. De motorklep en het kofferdeksel waren overigens van een aluminium legering. Dat roest niet, maar corrodeert wel.

## Geschiedenis
De Rover 2000 werd in 1963 gelanceerd en werd de eerste Auto van het Jaar. Enkele jaren daarna werd de 2000 TC gepresenteerd. De belangrijkste wijziging was de toepassing van twee carburateurs (TC=Twin carburettor). In 1967 werd de P6 ook leverbaar met de van Buick overgenomen lichtmetalen V8-motor met een cilinderinhoud van 3,5 liter. Deze Rover werd de Three Thousand Five genoemd. De titel 3,5 liter was voorbehouden aan de Rover P5B.
In 1973 werd de 2 liter motor vervangen door een 2,2 liter exemplaar.
In 1971 verscheen de eerste echte face-lift van de P6. De metalen grill werd vervangen door een kunststof exemplaar met een ruitmotief.
Van de P6B (de achtcilinder versie) werd ook een Amerikaans model gefabriceerd, de NADA geheten (North American Dollar Area). Dit model werd, zoals de naam al zegt, vooral gebouwd voor de Amerikaanse markt. Het week op verschillende punten af, zoals luchtinlaten in de motorkap, extra grote bumpers, vierkante nummerplaten en lampjes aan de zijkant van de auto. Andere interessante aanvullingen waren de airconditioning die standaard was gemonteerd. Ook had de NADA standaard elektrische ramen. Dit maakte de NADA een luxere auto en opvallender in het voorbijrijden. Van dit model zijn er in 1969 en 1970 rond de 2000 gefabriceerd.

## Productieaantallen
- vier cilinders: 246.260
- acht cilinders: 79.057

## Bijzondere modellen
- Zagato bouwde een coupe model.
- Graber bouwde 2 P6'en, zowel een 2 liter als een 3500.
- FLM Panelcraft bouwde een serie estate conversions.

## Trivia
- De P6 is bij het grote publiek bekend geworden wegens de bijzondere optie: het reservewiel kon via een speciale constructie op de kofferbak worden gemonteerd.
- De P6 werd ook gebruikt door het Koninklijk huis van het Verenigd Koninkrijk. Het verhaal gaat dat de Koningin de auto zelf reed.
- Ook Grace Kelly reed in een P6. Zij overleed op 14 september 1982 in Monaco toen zij, getroffen door een beroerte, in haar Rover 3500 in een haarspeldbocht van de weg raakte (al zijn er geruchten dat haar dochter Stephanie tijdens het ongeluk achter het stuur zat).
- In de film Get Carter (met Michael Caine) rijdt de politie in Rover P6
- Een P6 is de auto van George Smiley in de film Smiley's People naar de roman van John Le Carré
- Rover 3500's werden gebruikt als politieauto's in de Britse detectiveserie Dempsey and Makepeace